# Установка димеризації етилену в Мехабаді
Установка димеризації етилену в Мехабаді — складова частина виробничого майданчику Mahabad Petrochemical у провінції Західний Азербайджан.
Головним виробничим об'єктом введеного в експлуатацію у 2016 році комплексу в Мехабаді є лінія поліетилену високої щільності/лінійного поліетилену низької щільності потужністю 300 тисяч тонн на рік. Її робота зокрема потребує кополімеру — 1-бутену, виробництво якого організували на цьому ж майданчику шляхом димеризації етилену. Потужність цієї установки, створеної за технологією компанії французької компанії Axens, становить 30 тисяч тонн на рік. Надлишок може постачатись іншим виробникам полімерів.
Всього майданчик у Мехабаді потребує 324 тисяч тонн етилену, постачання якого здійснюється через Західний етиленопровід.